# Устимовский сельский совет (Семёновский район)
Устимовский сельский совет (укр. Устимівська сільська рада) — входит в состав
Семёновского района
Полтавской области
Украины.
Административный центр сельского совета находится в 
с. Устимовка.

## Населённые пункты совета
- с. Устимовка
- с. Вербки
- с. Герасимовка
- с. Егоровка
- с. Малиновка
- с. Шепелевка

## Ликвидированные населённые пункты совета
- с. Красное
- с. Саранчовка